# Jaboatão dos Guararapes
Jaboatão dos Guararapes – miasto we wschodniej Brazylii, w stanie Pernambuco, aglomeracji Recife. 
Ludność: 610,5 tys. (2003). Miasto położone jest na wysokości 76 m n.p.m. Jaboatão dos Guararapes to największe miasto w Brazylii, które nie posiada uniwersytetu. 